# Lamprophthalma anaulaca
Lamprophthalma anaulaca är en tvåvingeart som beskrevs av Friedrich Georg Hendel 1914. Lamprophthalma anaulaca ingår i släktet Lamprophthalma och familjen bredmunsflugor. Inga underarter finns listade i Catalogue of Life.